# Сабашвили, Михаил Николаевич
Михаил Николаевич Сабашвили (груз. მიხეილ ნიკოლაევიჩ საბაშვილი; 1900—1979) — советский и грузинский учёный-почвовед, доктор сельскохозяйственных наук, профессор, академик АН Грузинской ССР (1955) и  АСХН Грузинской ССР (1957). Президент Академии сельскохозяйственных наук Грузинской ССР (1957—1979).

## Биография
Родился 30 января 1900 года в Тбилиси.
С 1921 по 1926 год обучался на сельскохозяйственном факультете Грузинского государственного политехнического института имени В. И. Ленина который окончил с отличием. 
С 1926 по 1957 год на педагогической работе в Тбилисском государственном университете в качестве преподавателя, с 1936 года — профессор и заведующий кафедрой почвоведения, в последующем являлся заведующим кафедрой гидрологии климатологии и почвоведения. 
С 1946 по 1957 год одновременно с педагогической занимался и научно-исследовательской работой в Институте почвоведения, агрохимии и мелиорации АН Грузинской ССР в качестве директора этого института. С 1957 по 1979 год — президент Академии сельскохозяйственных наук Грузинской ССР.

### Научно-педагогическая деятельность и вклад в науку
Основная научно-педагогическая деятельность М. Н. Сабашвили была связана с вопросами в области гидрологии климатологии, агротехники, агропочвоведения и почвоведения и исследований почв Грузии, занимался исследованиями в области агрохимии и мелиорации, изучал почвы влажной субтропической зоны Грузинской ССР и субтропического краснозёма Советского Союза. С 1957 года М. Н. Сабашвили являлся — членом Международного союза почвоведов
В 1936 году защитил докторскую диссертацию на соискание учёной степени доктор сельскохозяйственных наук. В 1936 году ВАК СССР ему было присвоено учёное звание профессор. В 1944 году был избран член-корреспондентом, в 1955 году — действительным членом АН Грузинской ССР, в 1957 году был избран действительным членом Академии сельскохозяйственных наук Грузинской ССР.  М. Н. Сабашвили было написано более ста научных работ, в том числе монографий.

## Основные труды
- Почвы влажной субтропической зоны ССР Грузии / М. Н. Сабашвили ; Под общ. ред. проф. С. А. Захарова ; Тифлисская лаборатория Всес. ин-т удобрений, агропочвоведения и агротехники. - Тифлис : Госиздат Грузии. С.-х. сектор, 1936. - 189 с.
- Почвы Грузии / М. Н. Сабашвили ; Акад. наук Груз. ССР. Ин-т почвоведения. - Тбилиси : изд. и тип. АНГССР, 1948. - 393 с.
- Субтропические красноземы СССР: Доклад на V Междунар. конгрессе почвоведов. - Москва : Изд-во Акад. Наук СССР, 1954. - 36 с[4]

## Награды и премии
- Орден Ленина (1954 — «За выслугу лет и безупречную работу»)[5]